# Shabqadar
Shabqadar är en stad i den pakistanska provinsen Khyber Pakhtunkhwa. Den är belägen i distriktet Charsadda, och folkmängden uppgick till cirka 90 000 invånare vid folkräkningen 2017.